# 源泉の感情
『源泉の感情』（げんせんのかんじょう）は、三島由紀夫の対談集。1952年（昭和27年）から1968年（昭和43年）にかけて雑誌上で行なわれた小林秀雄、大江健三郎、舟橋聖一、安部公房、石原慎太郎、野坂昭如、福田恆存、大島渚、芥川比呂志、テネシー・ウィリアムズ、千宗室、坂東三津五郎、喜多村緑郎、喜多六平太、杵屋栄蔵、豊竹山城少掾、武原はんとの19話の対談が収録されている。文芸論、演劇論、伝統芸能、茶道談義から政治問題まで幅広い内容となっている。
1970年（昭和45年）10月30日に河出書房新社より刊行された。2006年（平成18年）2月に河出文庫で収録内容を入れ替え再刊行されている。
書名の〈源泉の感情〉は、ヘルダーリンの『追想』の中の「多くの者は源泉へ行くことに畏怖の念を抱く」から取られたものと推測されるが、三島の『愛の疾走』の作中には、〈俺の心には、ジイドのいはゆる〈源泉の感情〉がいつもこんこんと湧き出てゐるのだ〉ともある。

## 収録内容
「美のかたち――『金閣寺』をめぐって」 対：小林秀雄
1957年（昭和32年）、雑誌『文藝』1月号に掲載されたもの。
※ 本書収録以前に『三島由紀夫選集18』（新潮社、1959年）に初収録されている。
※ 対談実施日は1956年（昭和31年）11月頃。
「現代作家はかく考える」 対：大江健三郎●
1964年（昭和39年）、雑誌『群像』9月号に掲載されたもの。
※ 対談実施日は7月13日。
「大谷崎の芸術」 対：舟橋聖一
1965年（昭和40年）、雑誌『中央公論』10月号に掲載されたもの。
「二十世紀の文学」 対：安部公房
1966年（昭和41年）、雑誌『文藝』2月号に掲載されたもの。
「新人の季節」 対：石原慎太郎●
1956年（昭和31年）、雑誌『文學界』4月号に掲載されたもの。
「エロチシズムと国家権力」 対：野坂昭如
1966年（昭和41年）、雑誌『中央公論』11月号に掲載されたもの。
※ 対談実施日は9月。
「文武両道と死の哲学」 対：福田恆存
1967年（昭和42年）、雑誌『論争ジャーナル』11月号に掲載されたもの。
「ファシストか革命家か」 対：大島渚●
1968年（昭和43年）、雑誌『映画芸術』1月号に「羽田事件と暴力の構造を追究する」のタイトルで掲載されたもの。
司会に小川徹。
「七年後の対話」 対：石原慎太郎
1964年（昭和39年）、雑誌『風景』1月号に掲載されたもの。
「演劇と文学」 対：芥川比呂志
1952年（昭和27年）、雑誌『文學界』2月号に掲載されたもの。
「劇作家のみたニッポン」 対：テネシー・ウィリアムズ●
1959年（昭和34年）、雑誌『芸術新潮』11月号に掲載されたもの。
※ オブザーバーとして、フランク・マーロ、ドナルド・リチー参加。
「歌舞伎滅亡論是非」 対：福田恆存●
1964年（昭和39年）、雑誌『中央公論』7月号に掲載されたもの。
「捨身飼虎」 対：千宗興●
1961年（昭和36年）、雑誌『淡交』8月号に掲載されたもの。
※ 対談実施日は6月19日。実施場所は中洲・其角。
「日本の芸術 歌舞伎」 対：坂東三津五郎
1956年（昭和31年）、雑誌『群像』1月号に「日本の芸術1」のタイトルで掲載されたもの。
「日本の芸術 新派」 対：喜多村緑郎
1956年（昭和31年）、雑誌『群像』2月号に「日本の芸術2」のタイトルで掲載されたもの。
「日本の芸術 能楽」 対：喜多六平太
1956年（昭和31年）、雑誌『群像』3月号に「日本の芸術3」のタイトルで掲載されたもの。
「日本の芸術 長唄」 対：杵屋栄蔵
1956年（昭和31年）、雑誌『群像』4月号に「日本の芸術4」のタイトルで掲載されたもの。
「日本の芸術 浄瑠璃」 対：豊竹山城少掾
1956年（昭和31年）、雑誌『群像』5月号に「日本の芸術5」のタイトルで掲載されたもの。
「日本の芸術 舞踊」 対：武原はん
1956年（昭和31年）、雑誌『群像』6月号に「日本の芸術6」のタイトルで掲載されたもの。
※「日本の芸術」の全話は、本書収録以前に『三島由紀夫選集19』（新潮社、1959年7月）に初収録されている。
初刊本『源泉の感情』の「あとがき」で三島は以下のように対談者たちの特徴や感想を語っている。

## 刊行本
- 『源泉の感情 三島由紀夫対談集』（河出書房新社、1970年10月30日）NCID BN0551922X
  - 装幀：秋山正。布装・紫色帯。
  - 収録内容：上記19話、「あとがき」（三島由紀夫）
- 文庫版『源泉の感情 三島由紀夫対談集』（河出文庫、2006年2月20日）
  - 解説：藤田三男
  - 収録内容：上記●の対談6話が削られ、武田泰淳との「文学は空虚か」（「文藝」1970年11月号）を追加した14話。

## 関連事項
- 尚武のこころ